# Agrilus obtusus
Agrilus obtusus är en skalbaggsart som beskrevs av Horn 1891. Agrilus obtusus ingår i släktet Agrilus och familjen praktbaggar. Inga underarter finns listade i Catalogue of Life.